# Митрополит црногорско-приморски Митрофан
Митрофан Бан (Главати (Грбаљ), 15. март 1841 — Цетиње, 30. септембар 1920) је био митрополит Црне Горе, Брда и Приморја, од 1885. до 1920. године, а као предсједник Средишњег архијерејског сабора (1919–1920) учествовао је у спровођењу уједињења Српске православне цркве.

## Биографија
Митрополит Митрофан је рођен 15. марта 1841. године као Марко Бан, од српских православних родитеља, оца Георгија и мајке Анастасије. Његово родно место Главати припадало је старој Грбаљској жупи, која се у то вријеме, заједно са читавом Боком которском, налазила у саставу Аустријске Далмације. Основну школу учио је у селу Врановићима, а потом и у Котору. Замонашио се 1865. године у српском православном манастиру Савини. Далматински епископ Стефан Кнежевић га је 27. јуна 1865. године рукоположио у чин ђакона, а 2. октобра 1866. године и у чин презвитера. За настојатеља манастира Подластве именован је 1867. године.
Велика прекретница у његовом животу означена је преласком у Књажевину Црну Гору, где је 1869. године постављен за настојатеља манастира Мораче. Морачки игуман је постао 7. септембра 1870, а архимандрит 7. септембра 1877. године. У то вријеме веома се истакао у борби са Турцима. Иако родом није био из Црне Горе, стекао је велики углед међу Црногорцима, тако да је 1882. године постављен за администратора Епархије захумско-рашке, а након смрти митрополита Висариона Љубише (1884) постављен је и за администратора Црногорске митрополије. За митрополита Црне Горе, Брда и Приморја изабран је исте 1884. године, а пошто у Црној Гори у то вријеме није било ни једног архијереја упућен је у Русију, гдје је и рукоположен за владику црногорског и брдског, дана 6./18. априла 1885. године у Санкт Петербургу у Исакијевском сабору. То се десило на празник Светих Кирила и Методија, на дан главне богослужбене прославе у Русији, поводом 1000 година од упокојења Светог Методија Архиеспископа Панонског. По ријечима Митрофана Бана, чин је имао дубоку симболику, јер се рукополагао владика са југа славенства, на сјеверу. По повратку у Црну Гору, задржао је и администрацију Захумско-рашке епархије, све до 1908. године, тако да је током пуне 23 године био једини владика у Црној Гори. Био је посланик у скупштини Књажевине и Краљевине Црне Горе. На његов предлог, књаз Никола Петровић-Његош је обнародовао Закон о уређењу Духовног савјета, а истовријемено је објавио и посебан указ којим је именовао прве чланове тог црквено-управног тијела, на челу са митрополитом Митрофаном као предсједником. Поменути укази, који су се односили на проглашење закона о уређењу Духовног савјета и именовање његових чланова, објављени су у службеном листу "Глас Црногорца" од 1. јануара 1904. године.
Почетком 1916. године, када је краљ Никола са дијелом државног и војног врха напустио Црну Гору, митрополит Митрофан је одлучио да остане у земљи. За вријеме аустроугарске окупације (1916-1918), настојао је да сачува свештенство и народ, те је стога заузео помирљив став према окупационим властима, што му је омогућило да посредством Црвеног крста Црне Горе развије хуманитарни рад у виду прибављања знатних средстава за помоћ угроженом народу. И поред његовог залагања, током окупације је пострадао знатан број свештеника, а опште стање цркве и народа у Црној Гори било је изузетно тешко.

У раздобљу од 1918. до 1920. године одиграо је изузетно значајну улогу у васпостављању јединствене Српске православне цркве. Предсједавао је историјском сједницом Светог синода, која је одржана 16. (29.) децембра 1918. године на Цетињу, а на којој је донијета одлука о уједињењу Српско-православне цркве у Црној Гори са Православном црквом у Србији, и осталим српским црквеним областима. Такође је предсједавао и општом конференцијом свих српских епископа, која је засједала од 24. до 28. маја 1919. године у Београду. На том засједању је формиран и врховни управни орган, који је назван Средишњим архијерејским сабором, а за његовог предсједника је изабран управо митрополит Митрофан (1919-1920). На тој владичанској конференцији је 28. маја 1919. рекао: 
Нама је у дио пала велика срећа, што смо доживјели ове епохалне дане, у које смо позвани да заједнички у братској слози изведемо наше црквено јединство.
Лазар Томановић је у публикацији Педесет година на престолу Црне Горе (Цетиње, 1910) записао да је у времену од 25 година црквене службе Митрофана Бана као митрополита у Црној Гори, обновљено или подигнуто 11 манастира и 162 храма, или укупно 173 црквена објекта.
Умро је 30. септембра 1920. године на Цетињу и сахрањен је у порти Цетињског манастира, у гробу који је припремио још 1912. године.

## Одликовања
За своје учествовање у црногорско-турском рату 1876-1879. одликован је златном медаљом Обилића - за храброст, у манастиру Морача, Орденом књаза Данила првог реда (приликом прославе 25 година владавине кнеза Николе, 27. октобра 1885), руским орденима Свете Ане и Светог Александра Невског, бугарским Орденом Светог Александра и Орденом Светог Саве првог степена (поводом обнавља Патријаршије и проглашења тога чина на свечаности у Сремским Карловцима, регент Александар је одликовао све заслужне архијереје).